# Pat Buck
Patrick Buckridge (26 de diciembre de 1984) es un luchador profesional estadounidense, más conocido por el nombre de Pat Buck. Actualmente trabaja como productor en All Elite Wrestling desde el 2022. Anteriormente firmó con WWE, donde trabajó como productor y oficial en pantalla, hasta su renuncia de la empresa en 2022. Compite por varias promociones en el circuito independiente, incluyendo Derby City Wrestling, Ohio Championship Wrestling y Ohio Valley Wrestling. Buckridge es copropietario de la promoción Pro Wrestling Syndicate.

## Carrera
La carrera temprana de Buckridge entre 2003-2005 fue bajo el nombre de "Ru Starr" y pasó en primero a New York Wrestling Connection y luego de forma simultánea en New England Championship Wrestling.

### Ohio Valley Wrestling

#### Debut (2005-2006)
Al ingresar a Ohio Valley Wrestling (OVW) en noviembre de 2005 y adoptar el nuevo nombre de ring de "Pat Buck", se enfrentó a Mark Henry en su primera aparición en OVW y perdió ante él en menos de un minuto. A principios del año siguiente, Buck perdió partidos ante Elijah Burke, Ryan Reeves y Mikey Batts. El 11 de marzo, también perdió ante Jack Bull en un combate a seis bandas en el que participaron Discord, Charles Evans, Luis Almodóvar y Mikey Batts. Ese mismo mes, Buck comenzó a luchar como The Erotic Erraticator, cuyo estilo de ring y personalidad dentro del ring se inspiró en Adrian Adonis.
En equipo con Robbie Dawber y Jack Bull, Buck enfrentó a equipos como The Highlanders, The Riggs Brothers y Cody Runnels y Elijah Burke en partidos oscuros en la televisión OVW. El 5 de junio, él y Shawn Spears se enfrentaron sin éxito a Roadkill y Chet the Jet. Dos semanas después, en un espectáculo de Six Flags el 16 de junio, se asoció con Jack Bull, Rahim y Deuce 'n Domino en una lucha por equipos de 10 hombres contra Cody Runnels, Kasey James, Roadkill, Mo y Chet the Jet. El equipo de Buck perdió cuando Roadkill lo cubrió.
Durante los dos meses siguientes, formó equipo con Jack Bull y Shad Gaspard y también perdió ante Chet the Jet, Mike Mizanin y Chuck Evans en partidos individuales. El 12 de julio, él y Shawn Spears perdieron ante The Untouchables y ante Charles Evans una semana después en grabaciones de televisión separadas de OVW. El 5 de agosto, derrotó a Scott Cardinal y, en un espectáculo de Six Flags varios días después, participó en una batalla real de 18 hombres, incluidos Bull, Gaspard, Burke, Lennox Lightfoot, Ranger Milton, Rod Steele, Eddie Craven III , Mike Kruel, Shawn Osborne, Jon Bolen, Neighborhoodie, Seth Skyfire, Johnny Punch, Los Locos y The Untouchables.

#### Caos gótico (2006-2007)
Durante el verano de 2006, Buck formó Gothic Mayhem con Johnny Punch. Al igual que la parodia de Stevie Richards de KISS en Extreme Championship Wrestling (ECW) a mediados de la década de 1990, el equipo tenía el estilo de Twisted Sister. Ambos luciendo mohawks y llevando guitarras eléctricas al ring, fueron seguidos por los ayuda de cámara Melody y Roni Jonah como parte de su séquito. Buck se puso el "Platinum Frontman" y desarrolló una personalidad que imitaba a Axl Rose . Los dos hicieron su debut derrotando a Los Locos en el Davis Arena el 16 de agosto. Sin embargo, perdieron ante Bad Company (Eddie Craven y Mike Kruel), High Dosage (Ryan Reeves y Jon Bolen) y los campeones de parejas del sur de OVW Cody Runnels y Shawn Spears. Buck también perdió ante Devin Driscoll, Steve Lewington , Paul Birchill, Christopher Rombola y Boris Alexiev en partidos individuales.
El 10 de enero de 2007, él y Johnny Punch perdieron ante Terminal Velocity (Chett the Jet y Lewington) en una lucha a cuatro bandas que incluía Los Locos y The Untouchables en una grabación de televisión de OVW. Peleando con Rombola más tarde ese mes, derrotaron a Rombola y a su socio Jake Hager el 27 de enero. Semanas más tarde, en una grabación de televisión de OVW el 14 de febrero, conocieron a Rombola en una "Batalla de bandas" que terminó cuando Pat Buck rompió una guitarra sobre la de Rombola. cabeza. El equipo continuó luchando en partidos contra Kofi Nahaje Kingston y Harry Smith y Terminal Velocity. En un partido para decidir el contendiente número uno al Campeonato de Parejas del Sur de la OVW, perdieron ante Charles "The Hammer" Evans y Justin "The Ox" LaRoche. en un combate a cuatro bandas con Terminal Velocityn y Belgian Brawler y Nicholas Sinn el 7 de marzo. Aunque perdió partidos ante Terminal Velocity durante las próximas semanas, él y Johnny Punch se unieron a Tony Braddock para vencer a TJ Dalton, Jamin Olivencia y Mike Hutter en una lucha por equipos de seis hombres. También se pelearon con The Major Brothers durante la mayor parte de mayo y principios de junio.
El 4 de julio, estaba programado que Buck se enfrentara a Cody Runnels, pero el combate se canceló cuando Shawn Spears atacó a Runnels en el backstage durante el espectáculo. Buck también perdió ante Atlas DaBone, Jay Bradley y Vladimir Kozlov durante el año, además de hacer una breve aparición en Derby City Wrestling. El 10 de octubre, Gothic Mayhem perdió ante Los Locos en un partido de clasificación para entrar en un torneo de campeonato por el Campeonato de Parejas del Sur de la OVW. Los dos lucharon juntos en su último combate contra The Major Brothers el 7 de noviembre. Buck se unió a Ryan Reeves en un combate contra los campeones de parejas del sur de OVW, Colt Cabana y Shawn Spears, la semana siguiente.

#### Campeón en Parejas (2008-2009)
A principios de 2008, Buck trabajó en partidos individuales con Charles Evans, Drew McIntyre, Kevin Thorn y Rob Conway. Después de su reciente derrota ante Conway, su oponente sugirió que se endureciera convirtiéndose en un "hombre de hierro" como él. Buck siguió su consejo literalmente haciendo su debut como "El Hombre de Hierro", el nombre del propio Conway, y derrotó a Lennox Lightfoot poniendo fin a su racha de cuatro meses de derrotas. Al formar The Men of Iron con Conway durante el verano, capturaron el Campeonato de Parejas del Sur de la OVW de The Insurgency (Ali y Omar Akbar) en Louisville el 27 de mayo. celebrado en Six Flags Kentucky Kingdom, mantuvieron el campeonato durante dos meses antes de perder ante Darriel Kelly y Josh Lowry en un partido de cuatro esquinas con The Insurgency y Dirty Money el 6 de agosto. 
A principios de 2009, Buck formó un equipo conocido como Top Shelf Talent con JD Maverick. En su primer partido como equipo, derrotaron a Tony Mann y Hog Wild. Continuaron luchando contra equipos como Knuckles y Knives (Johnny Punch y Rudy Switchblade) y Tilo y Shiloh durante los siguientes meses. El 22 de abril, Top Shelf Talent derrotó a Fang e Igotta Brewski y Totally Awesome (Sucio y Kamikaze Kid) en una lucha a tres bandas para ganar el Campeonato de Parejas del Sur de la OVW. La pareja mantuvo el campeonato durante 49 días, antes de perderlo ante Totally Awesome el 10 de junio 

### Años posteriores (2009-2016)
En 25 de diciembre de 2009 episodio de WWE SmackDown, Buck apareció en un jobber equipo de equipo junto con Bryce Andrews, perdiendo a Cryme Tyme.
Patrick se mudó a Tampa, Florida para trabajar con FCW tras la noticia de que WWE estaba terminando su asociación con OVW en 2009. A su llegada, Patrick se convirtió en árbitro de la promoción trabajando en todos los eventos en vivo y televisión, hasta que se fue en 2010.
Patrick fue parte del proyecto WRP financiado por la multitud por Jeff Katz en 2011 interpretando el personaje de "Liberal Redneck" Muncie McGee. El proyecto contó con un elenco constante de talento, pero el proyecto nunca vio la luz del día.
Buck se convirtió en el entrenador en jefe de la escuela New York Wrestling Connection en 2010, pero se fue a principios de 2011 después de una disputa con la gerencia. Luego debutó para Pro Wrestling Syndicate (PWS). Trabajando en equipo con John Silver como "The Lone Rangers" y siendo dirigido por Opie y Sam Roberts de Anthony, el dúo derrotó a The Urban Legends por el campeonato por parejas el 20 de agosto de 2011 en Ronkonkoma, Nueva York. En 2012, Buck se convirtió en copropietario de PWS, junto a Eric Tapout.
En 2012, Patrick abrió una escuela de lucha libre llamada Create A Pro. Es el único propietario de la escuela Create A Pro NJ y socio de Curt Hawkins para la escuela Create A Pro NY (inaugurada en 2014). Entre los estudiantes notables se incluyen MJF y Kris Stadtlander. Los estudiantes de Create A Pro se utilizan regularmente para WWE, NXT e Impact.
Buck se convirtió en productor y programador de Impact Wrestling en 2018. Produjo y compitió en el Ultimate X Match de Impact para el evento "United We Stand" en Nueva Jersey durante el fin de semana de Wrestlemania 35.
En 2016, Buck se convirtió en el único propietario de WrestlePro. Patrick llevó con éxito WrestlePro a Anchorage, Alaska en 2019 en el Sullivan Arena. El evento principal contó con MJF vs Joey Janela vs Pat Buck. Mick Foley era un ejecutor especial.

### WWE (2019-2022)
El 7 de agosto de 2019, Buck anunció que había firmado con WWE como productor detrás del escenario. Fue suspendido el 15 de abril de 2020 debido a recortes de COVID-19 con una fecha de finalización prevista del 1 de julio de 2020. Unos meses después, fue recontratado. En el episodio del 27 de julio de Raw, Buck estuvo involucrado en una pelea entre Shayna Baszler y Nia Jax donde trató de separar a los dos pero fue atacado por Jax. La semana siguiente en Raw, Buck anunció que Jax fue suspendido indefinidamente por agredirlo antes de ser atacado nuevamente por Jax. Buck anunció su renuncia a WWE, después de producir varios de los combates más importantes, incluyendo el combate entre Ronda Rousey vs. Charlotte Flair y la unificación de títulos entre Roman Reigns vs. Brock Lesnar, que se llevaron a cabo en WrestleMania 38.

## En lucha
- Managers
  - Melody
  - Roni Jonah

## Campeonatos y logros
- New York Wrestling Connection
  - NYWC Heavyweight Championship
  - NYWC Interstate Championship (1 vez)
  - NYWC Tag Team Championship (2 veces) - con Tyler Payne (1) y Wayne (1)

- Ohio Valley Wrestling
  - OVW Southern Tag Team Championship (2 veces) - con Rob Conway (1) y J.D. Maverick (1)[2][3]

- New England Championship Wrestling
  - NECW Television Championship (1 vez)

- Pro Wrestling Illustrated
  - Ubicado en el #333 de los PWI 500 en 2009[4]